# Ernie Chambers

Ernie Chambers (2013)

Ernest „Ernie“ W. Chambers (* 10. Juli 1937 in Omaha) ist ein US-amerikanischer Politiker. Er war bis zum Ende seiner Amtszeit im Jahr 2008 der dienstälteste Abgeordnete im Parlament des US-Bundesstaats Nebraska, der Nebraska Legislature.
Der Afroamerikaner Chambers lebt sein ganzes Leben in seiner Geburtsstadt Omaha. Er besuchte die Omaha Central High School und danach die Creighton University School of Law. Bereits bei Unruhen von schwarzen Jugendlichen im Jahre 1966 verhandelte er mit der politischen Elite. Er wurde stark von dem für den Oscar 1968 nominierten Dokumentarfilm A Time for Burning von William C. Jersey beeinflusst.
Der parteilose, der Bürgerrechtsbewegung nahestehende Senator gehörte der Nebraska Legislature seit 1970 ununterbrochen an. Als linker Politiker trägt er auch bei offiziellen Anlässen Jeans und T-Shirt und erhält so mehr Aufmerksamkeit als seine Kollegen in Anzug und Schlips. Durch eine die Zahl der Amtsperioden begrenzende Neuregelung schied er 2008 aus dem Parlament aus. 2012 wurde er nach einer Amtsperiode Pause wiedergewählt.
Er war federführend bei den Regelungen, die Prügelstrafe in Schulen zu verbieten und Frauen dieselben Pensionsansprüche wie Männer zukommen zu lassen. Zudem ist er entschiedener Gegner der Todesstrafe und versuchte mehrmals, zum ersten Mal 1973, die Todesstrafe durch eine Gesetzesvorlage zu verbieten. Im Mai 2015 schaffte das Parlament von Nebraska entgegen dem Veto des republikanischen Gouverneurs Pete Ricketts die Todesstrafe ab. Aufgrund einer Volksabstimmung wurde sie am 9. November 2016 wieder eingeführt.
Im September 2007 erstattete Chambers Strafanzeige gegen Gott. Er beschuldigte diesen, Angst zu verbreiten und Zerstörung und Terror zu verursachen. Sinn der Klage sei es, auf die Mängel des amerikanischen Rechtswesens hinzuweisen, in dem jeder jeden verklagen könne. Am 17. Oktober 2008 lehnte das Gericht laut einer Meldung der BBC die Anklage ab mit der Begründung, dass eine Zustellung der Anklageschrift an den Beschuldigten nicht möglich sei.